# 10. ceremonia wręczenia Oscarów
10. ceremonia rozdania Oscarów odbyła się 10 marca 1938 roku w Hotelu Biltmore w Los Angeles. Mistrzem ceremonii był Bob Burns.

## Laureaci i nominowani
Dla wyróżnienia zwycięzców poszczególnych kategorii, napisano ich pogrubioną czcionką oraz umieszczono na przedzie (tj. poza kolejnością nominacji na oficjalnych listach).

### Najlepszy Film
- wytwórnia: Warner Bros. − Życie Emila Zoli
- wytwórnia: Columbia Pictures − Naga prawda
- wytwórnia: Metro-Goldwyn-Mayer − Bohaterowie morza
- wytwórnia: Samuel Goldwyn Studio − Śmiertelny zaułek
- wytwórnia: Metro-Goldwyn-Mayer − Ziemia błogosławiona
- wytwórnia: 20th Century Fox − W starym Chicago
- wytwórnia: Columbia Pictures − Zagubiony horyzont
- wytwórnia: Universal − Ich stu i ona jedna
- wytwórnia: RKO Pictures − Obcym wstęp wzbroniony
- wytwórnia: Selznick International − Narodziny gwiazdy

### Najlepszy Aktor
- Spencer Tracy − Bohaterowie morza
- Charles Boyer − Pani Walewska
- Fredric March − Narodziny gwiazdy
- Robert Montgomery − Noc musi zapaść
- Paul Muni − Życie Emila Zoli

### Najlepsza Aktorka
- Luise Rainer − Ziemia błogosławiona
- Irene Dunne − Naga prawda
- Greta Garbo − Dama kameliowa
- Janet Gaynor − Narodziny gwiazdy
- Barbara Stanwyck − Wzgardzona

### Najlepszy Aktor Drugoplanowy
- Joseph Schildkraut − Życie Emila Zoli
- Ralph Bellamy − Naga prawda
- Thomas Mitchell − Huragan
- H.B. Warner − Zagubiony horyzont
- Roland Young − Niewidzialne małżeństwo

### Najlepsza Aktorka Drugoplanowa
- Alice Brady − W starym Chicago
- Andrea Leeds − Obcym wstęp wzbroniony
- Anne Shirley − Wzgardzona
- Claire Trevor − Śmiertelny zaułek
- May Whitty − Noc musi zapaść

### Najlepszy Reżyser
- Leo McCarey − Naga prawda
- Sidney Franklin − Ziemia błogosławiona
- William Dieterle − Życie Emila Zoli
- Gregory La Cava − Obcym wstęp wzbroniony
- William A. Wellman − Narodziny gwiazdy

### Najlepsze Materiały do Scenariusza
- William A. Wellman i Robert Carson − Narodziny gwiazdy
- Robert Lord − Czarny legion
- Niven Busch − W starym Chicago
- Heinz Herald i Geza Herczeg − Życie Emila Zoli
- Hanns Kräly − Ich stu i ona jedna

### Najlepszy Scenariusz Adaptowany
- Heinz Herald, Geza Herczeg i Norman Reilly − Życie Emila Zoli
- Vina Delmar − Naga prawda
- Marc Connolly, John Lee Mahin i Dale Van Every − Bohaterowie morza
- Morris Ryskind i Anthony Veiller − Obcym wstęp wzbroniony
- Alan Campbell, Robert Carson i Dorothy Parker − Narodziny gwiazdy

### Najlepsze Zdjęcia
- Karl Freund − Ziemia błogosławiona
- Gregg Toland − Śmiertelny zaułek
- Joseph Valentine − Wings Over Honolulu

### Najlepsza Scenografia i Dekoracja Wnętrz
- Stephen Goosson − Zagubiony horyzont
- Cedric Gibbons i William Horning − Pani Walewska
- Carroll Clark − Kłopoty małej pani
- Richard Day − Śmiertelny zaułek
- Wiard Ihnen − Co dzień święto
- Anton Grot − Życie Emila Zoli
- John Victor MacKay − Manhattan Merry-Go-Round
- Lyle Wheeler − Więzień królewski
- Hans Dreier i Roland Anderson − Kapitan Taylor
- Alexander Toluboff − Wytworny świat
- William S. Darling i David S. Hall − Strzelec z Bengalu
- Jack Otterson − You’re a Sweetheart

### Najlepszy Dźwięk
- United Artists Studio Sound Department, dyrektor wydziału: Thomas Moulton − Huragan
- Grand National Studio Sound Department, dyrektor wydziału: A.E. Kaye − The Girl Said No
- RKO Radio Studio Sound Department, dyrektor wydziału: John Aalberg − Hitting a New High
- 20th Century-Fox Studio Sound Department, dyrektor wydziału: E.A. Hansen − W starym Chicago
- Warner Bros. Studio Sound Department, dyrektor wydziału: Nathan Levinson − Życie Emila Zoli
- Columbia Studio Sound Department, dyrektor wydziału: John Livadary − Zagubiony horyzont
- Metro-Goldwyn-Mayer Studio Sound Department, dyrektor wydziału: Douglas Shearer − Gdy kwitną bzy
- Universal Studio Sound Department, dyrektor wydziału: Homer Tasker − Ich stu i ona jedna
- Hal Roach Studio Sound Department, dyrektor wydziału: Elmer Raguse − Niewidzialne małżeństwo
- Paramount Studio Sound Department, dyrektor wydziału: L.L. Ryder − Mocni ludzie

### Najlepsza Piosenka
- „Sweet Leilani” − Waikiki Wedding − muzyka i słowa: Harry Owens
- „Remember Me” − Mr. Dodd Takes the Air − muzyka: Harry Warren, słowa: Al Dubin
- „That Old Feeling” − Wytworny świat − muzyka: Sammy Fain, słowa: Lew Brown
- „They Can't Take That Away from Me” − Zatańczymy? − muzyka: George Gershwin, słowa: Ira Gershwin
- „Whispers in the Dark” z filmu Artists & Models − muzyka: Frederick Hollander, słowa: Leo Robin

### Najlepsza Muzyka
- Universal Studio Music Department, szef studia: Charles Previn − Ich stu i ona jedna
- Samuel Goldwyn Studio Music Department, szef studia: Alfred Newman, muzyka: Alfred Newman − Huragan
- 20th Century Fox Studio Music Department, szef studia: Louis Silvers − W starym Chicago
- Warner Bros. Studio Music Department, szef studia: Leo Forbstein, muzyka: Max Steiner − Życie Emila Zoli
- Columbia Studio Music Department, szef studia: Morris Stollof, muzyka: Dimitri Tiomkin − Zagubiony horyzont
- Principal Production, kierownik muzyczny: dr Hugo Riesenfeld, muzyka: dr Hugo Riesenfeld − Zdobywca serc
- MGM Studio Music Department, szef studia: Nat W. Finston, muzyka: Herbert Stothart − Gdy kwitną bzy
- Republic Studio Music Department, szef studia: Alberto Colombo, muzyka: Alberto Colombo − Portia on Trial
- Selznick International Pictures Music Department, szef studia: Alfred Newman, muzyka: Alfred Newman − Więzień królewski
- RKO Radio Studio Music Department, kierownik muzyczny: Roy Webb, muzyka: Roy Webb − Dziesięć lat życia
- Walt Disney Studio Music Department, szef studia: Leigh Harline, muzyka: Frank Churchill, Leigh Harline i Paul J. Smith − Królewna Śnieżka i siedmiu krasnoludków
- Grand National Studio Music Department, kierownik muzyczny: Constantin Bakaleinikoff, muzyka: Victor Schertzinger − Something to Sing About
- Paramount Studio Music Department, szef studia: Boris Morros, muzyka: W. Franke Harling i Milan Roder − Kapitan Taylor
- Hal Roach Studio Music Department, szef studia: Marvin Hatley, muzyka: Marvin Hatley − Jej obrońcy

### Najlepszy Montaż
- Gene Havlick i Gene Milford − Zagubiony horyzont
- Al Clark − Naga prawda
- Elmo Vernon − Bohaterowie morza
- Basil Wrangell − Ziemia błogosławiona
- Bernard W. Burton − Ich stu i ona jedna

### Najlepszy Asystent Reżysera
- Robert Webb − W starym Chicago
- Russ Saunders − Życie Emila Zoli
- C.C. Coleman Jr. − Zagubiony horyzont
- Hal Walker − Kapitan Taylor
- Eric Stacey − Narodziny gwiazdy

### Najlepsza Reżyseria Numeru Tanecznego
- Hermes Pan − „Fun House” z filmu Kłopoty małej pani
- Busby Berkeley − „The Finale” z filmu Varsity Show
- Bobby Connolly − „Too Marvelous for Words” z filmu Ready, Willing and Able
- Dave Gould − „All God’s Children Got Rhythm” z filmu Dzień na wyścigach
- Sammy Lee − „Swing Is Here to Stay” z filmu Ali Baba jedzie do miasta
- Harry Losee − „Prince Igor Suite” z filmu Cienki lód
- LeRoy Prinz − „Luau” z filmu Waikiki Wedding

### Najlepszy Krótkometrażowy Film Animowany
- Walt Disney − Stary młyn (z serii Silly Symphonies)
- Paramount Pictures − Educated Fish (z serii Color Classics)
- Charles Mintz − The Little Match Girl (z serii Color Rhapsody)

### Najlepszy Krótkometrażowy Film na Jednej Rolce
- Skibo Productions − Private Life of the Gannetts
- Metro-Goldwyn-Mayer − A Night at the Movies
- Pete Smith − Romance of Radium

### Najlepszy Krótkometrażowy Film na Dwóch Rolkach
- Metro-Goldwyn-Mayer − Torture Money (z serii Crime Doesn't Pay)
- RKO Pictures − Deep South (z serii Radio Musical Comedies)
- RKO Pictures − Should Wives Work? (z serii Leon Errol Comedies)

### Najlepszy Krótkometrażowy Film Kolorowy
- Pete Smith − Penny Wisdom (z serii Broadway Brevities)
- Warner Bros. − The Man Without a Country
- Paramount − Popular Science J-7-1

### Oscary Honorowe i Specjalne
- The Museum of Modern Art Film Library − za propagowanie sztuki filmowej
- Edgar Bergen − za kreację postaci Charlie McCarthy
- Mack Sennett − za całokształt twórczości reżyserskiej
- W. Howard Greene − za zastosowanie kolorowej kinematografii w filmie Narodziny gwiazdy

### Nagroda im. Irvinga G. Thalberga
- Darryl F. Zanuck

### Nagrody Naukowe i Techniczne

#### Klasa I
- Agfa ANSCO Corp. − za negatywy Agfa Supreme i Agfa Ultra Speed

#### Klasa II
- Walt Disney Productions − za stworzenie i wprowadzenie do produkcji kamery Multi-Plane
- Eastman Kodak − za dwa drobnoziarniste powielacze filmowe
- Farciot Eadouart i Paramount Pictures − za rozwój ustawienia kamery: podwójna przejrzystość ekranu Paramount
- Douglas Shearer i Metro-Goldwyn-Mayer Studio Sound Department − za sposób różnicowania szerokości skanowania zmiennej gęstości ściężki dźwiękowej (utwory squeeze) w celu uzyskania zwiększonej ilości redukcji hałasu

#### Klasa III
- John Arnold i Metro-Goldwyn-Mayer Studio Camera Department − za poprawę półautomtycznego urządzenia ostrości i zastosowanie go we wszystkich kamerach używanych przez Metro-Goldwyn-Mayer Studio
- John Livadary, szef wydziału nagrywania Columbia Pictures − za zastosowanie dwupłaszczyznowego zaworu światła przy nagrywaniu dźwięku filmowego
- Thomas T. Moulton i United Artists Studio Sound Department − za wprowadzenie wskaźników przy nagrywaniu dźwięku filmowego
- RCA Manufacturing Company − za wprowadzenie metody modulacji wysokiej częstotliwości
- Joseph E. Robbins i Paramount Pictures − za wyjątkowe zastosowanie zasad akustyki do izolacji akustycznej prądnic benzynowych i pomp wodnych
- Douglas Shearer i Metro-Goldwyn-Mayer Studio Sound Department − za projekt napędu filmowego użytego w ERPI 1010